# Snowboard-Weltcup 2022/23
Der Snowboard-Weltcup 2022/23 war eine von der FIS organisierte Wettkampfserie, die am 22. Oktober 2022 in Chur begann und am 26. März 2023 in Silvaplana bzw. Mont Sainte-Anne endete. Ausgetragen wurden Wettbewerbe in den Disziplinen Parallelslalom, Parallel-Riesenslalom, Snowboardcross, Halfpipe, Slopestyle und Big Air. Bei den Parallelrennen sowie beim Snowboardcross gab es zudem Wettkämpfe im Mixed-Team.
Höhepunkt der Saison waren die Snowboard-Weltmeisterschaften 2023 im georgischen Bakuriani vom 19. Februar bis 5. März 2023, deren Ergebnisse nicht mit in die Weltcupwertungen einflossen.

## Snowboard Alpin

### Männer

#### Weltcupwertungen
| Rang | Name               | Punkte |
| ---- | ------------------ | ------ |
| 1    | Fabian Obmann      | 485    |
| 2    | Maurizio Bormolini | 481    |
| 3    | Andreas Prommegger | 465    |
| 4    | Alexander Payer    | 433    |
| 5    | Oskar Kwiatkowski  | 418    |
| 6    | Roland Fischnaller | 391    |
| 7    | Benjamin Karl      | 356    |
| 8    | Edwin Coratti      | 342    |
| 9    | Dario Caviezel     | 339    |
| 10   | Stefan Baumeister  | 335    |
| 11   | Mirko Felicetti    | 331    |
| 12   | Arvid Auner        | 307    |
| 13   | Lee Sang-ho        | 286    |
| 14   | Tim Mastnak        | 276    |
| 15   | Aaron March        | 268    |
| 16   | Radoslaw Jankow    | 212    |
| 17   | Daniele Bagozza    | 192    |
| 18   | Žan Košir          | 180    |
| 19   | Marc Hofer         | 179    |
| 20   | Kim Sang-kyum      | 172    |
| 21   | Elias Huber        | 162    |
| 22   | Gabriel Messner    | 149    |

| Rang | Name                | Punkte |
| ---- | ------------------- | ------ |
| 23   | Rok Marguč          | 146    |
| 24   | Cody Winters        | 139    |
| 25   | Arnaud Gaudet       | 115    |
| 26   | Ben Heldman         | 108    |
| 27   | Michał Nowaczyk     | 92     |
| 28   | Masaki Shiba        | 90     |
| 29   | Sebastian Kislinger | 86     |
| 30   | Aron Juritz         | 71     |
| 31   | Yannik Angenend     | 63     |
| 32   | Ole-Mikkel Prantl   | 56     |
| 33   | Gian Casanova       | 48     |
| 34   | Matthäus Pink       | 47     |
| 35   | Darren Gardner      | 28     |
| 36   | Dominik Burgstaller | 18     |
| 37   | Jamie Behan         | 14     |
| 38   | Dylan Udolf         | 9      |
| 39   | Mykhailo Kharuk     | 5      |
| 40   | Jules Lefebvre      | 5      |
| 41   | Hong Seung-yeong    | 4      |
| 42   | Michael Nazwaski    | 4      |
| 43   | Cho Wan-hee         | 3      |
| 44   | Christoph Karner    | 3      |

| Rang | Name               | Punkte |
| ---- | ------------------ | ------ |
| 1    | Roland Fischnaller | 344    |
| 2    | Andreas Prommegger | 336    |
| 3    | Oskar Kwiatkowski  | 334    |
| 4    | Mirko Felicetti    | 253    |
| 5    | Benjamin Karl      | 235    |
| 6    | Lee Sang-ho        | 222    |
| 7    | Alexander Payer    | 208    |
| 8    | Fabian Obmann      | 188    |
| 9    | Maurizio Bormolini | 186    |
| 10   | Aaron March        | 162    |

| Rang | Name               | Punkte |
| ---- | ------------------ | ------ |
| 1    | Fabian Obmann      | 297    |
| 2    | Maurizio Bormolini | 295    |
| 3    | Arvid Auner        | 251    |
| 4    | Alexander Payer    | 225    |
| 5    | Edwin Coratti      | 217    |
| 6    | Stefan Baumeister  | 195    |
| 7    | Dario Caviezel     | 182    |
| 8    | Tim Mastnak        | 137    |
| 9    | Cody Winters       | 133    |
| 10   | Andreas Prommegger | 129    |

#### Wettbewerbe
| Datum      | Ort               | Disziplin             | 1. Platz                                                    | 2. Platz                                                    | 3. Platz                                                    |
| ---------- | ----------------- | --------------------- | ----------------------------------------------------------- | ----------------------------------------------------------- | ----------------------------------------------------------- |
| 03.12.2022 | Livigno           | Parallel-Riesenslalom | verlegt auf Anfang März wegen Schneemangels und Trockenheit | verlegt auf Anfang März wegen Schneemangels und Trockenheit | verlegt auf Anfang März wegen Schneemangels und Trockenheit |
| 04.12.2022 | Livigno           | Parallelslalom        | verlegt auf Anfang März wegen Schneemangels und Trockenheit | verlegt auf Anfang März wegen Schneemangels und Trockenheit | verlegt auf Anfang März wegen Schneemangels und Trockenheit |
| 11.12.2022 | Winterberg        | Parallelslalom        | Alexander Payer                                             | Tim Mastnak                                                 | Stefan Baumeister                                           |
| 15.12.2022 | Carezza           | Parallel-Riesenslalom | Andreas Prommegger                                          | Dario Caviezel                                              | Roland Fischnaller                                          |
| 17.12.2022 | Cortina d’Ampezzo | Parallel-Riesenslalom | Roland Fischnaller                                          | Andreas Prommegger                                          | Aaron March                                                 |
| 10.01.2023 | Bad Gastein       | Parallelslalom        | Maurizio Bormolini                                          | Alexander Payer                                             | Stefan Baumeister                                           |
| 14.01.2023 | Scuol             | Parallel-Riesenslalom | Oskar Kwiatkowski                                           | Mirko Felicetti                                             | Andreas Prommegger                                          |
| 21.01.2023 | Bansko            | Parallelslalom        | Dario Caviezel                                              | Fabian Obmann                                               | Edwin Coratti                                               |
| 22.01.2023 | Bansko            | Parallelslalom        | Maurizio Bormolini                                          | Arvid Auner                                                 | Stefan Baumeister                                           |
| 26.01.2023 | Blue Mountain     | Parallel-Riesenslalom | Benjamin Karl                                               | Lee Sang-ho                                                 | Oskar Kwiatkowski                                           |
| 27.01.2023 | Blue Mountain     | Parallel-Riesenslalom | Oskar Kwiatkowski                                           | Alexander Payer                                             | Roland Fischnaller                                          |
| 11.03.2023 | Livigno           | Parallel-Riesenslalom | abgesagt                                                    | abgesagt                                                    | abgesagt                                                    |
| 12.03.2023 | Livigno           | Parallelslalom        | abgesagt                                                    | abgesagt                                                    | abgesagt                                                    |
| 11.03.2023 | Piancavallo       | Parallelslalom        | abgesagt                                                    | abgesagt                                                    | abgesagt                                                    |
| 15.03.2023 | Rogla             | Parallel-Riesenslalom | Roland Fischnaller                                          | Mirko Felicetti                                             | Edwin Coratti                                               |
| 18.03.2023 | Berchtesgaden     | Parallelslalom        | Fabian Obmann                                               | Arvid Auner                                                 | Rok Marguč                                                  |

### Frauen

#### Weltcupwertungen
| Rang | Name                       | Punkte |
| ---- | -------------------------- | ------ |
| 1    | Julie Zogg                 | 595    |
| 2    | Ramona Theresia Hofmeister | 584    |
| 3    | Sabine Schöffmann          | 549    |
| 4    | Daniela Ulbing             | 491    |
| 5    | Tsubaki Miki               | 441    |
| 6    | Ladina Jenny               | 416    |
| 7    | Aleksandra Król            | 377    |
| 8    | Lucia Dalmasso             | 365    |
| 9    | Cheyenne Loch              | 311    |
| 10   | Michelle Dekker            | 308    |
| 11   | Claudia Riegler            | 306    |
| 12   | Jessica Keiser             | 306    |
| 13   | Patrizia Kummer            | 266    |
| 14   | Carolin Langenhorst        | 254    |
| 15   | Melanie Hochreiter         | 249    |
| 16   | Gloria Kotnik              | 224    |
| 17   | Tomoka Takeuchi            | 184    |
| 18   | Ester Ledecká              | 180    |
| 19   | Zuzana Maděrová            | 171    |
| 20   | Elisa Caffont              | 170    |
| 21   | Larissa Gasser             | 139    |
| 22   | Nadya Ochner               | 134    |
| 23   | Annamari Dantscha          | 120    |
| 24   | Iris Pflum                 | 110    |
| 25   | Megan Farrell              | 101    |
| 26   | Jeong Hae-rim              | 83     |
| 27   | Abby van Groningen         | 59     |
| 28   | Aurelie Moisan             | 32     |

| Rang | Name                        | Punkte |
| ---- | --------------------------- | ------ |
| 29   | Flurina Neva Bätschi        | 29     |
| 30   | Alexa Bullis                | 29     |
| 31   | Kaiya Kizuka                | 28     |
| 32   | Suzumi Maeda                | 27     |
| 33   | Teodora Pentcheva           | 23     |
| 34   | Millie Bongiorno            | 21     |
| 35   | Sanja Spasovska             | 19     |
| 36   | Sasha Jansujwicz            | 19     |
| 37   | Jang Seo-hee                | 16     |
| 38   | Lynn Ott                    | 16     |
| 39   | Asa Toyoda                  | 16     |
| 40   | Ricarda Hauser              | 12     |
| 41   | Weronika Biela-Nowaczyk     | 11     |
| 41   | Olimpia Kwiatkowska         | 11     |
| 43   | Klara Sonkova               | 10     |
| 44   | Martina Ankele              | 9      |
| 45   | Weronika Dawidek            | 9      |
| 46   | Anne-Laurie Bettez          | 9      |
| 47   | Maria Chyc                  | 8      |
| 48   | Miriam Weis                 | 6      |
| 49   | Jessica Pichelkastner       | 4      |
| 50   | Ioana Dana Popescu Seleusan | 3      |
| 51   | Adela Keclikova             | 3      |
| 52   | Vita Bodnaruk               | 2      |
| 52   | Carmen Kainz                | 2      |
| 54   | Jung Da-woon                | 1      |
| 54   | Noa Murata                  | 1      |

| Rang | Name                       | Punkte |
| ---- | -------------------------- | ------ |
| 1    | Ramona Theresia Hofmeister | 359    |
| 2    | Sabine Schöffmann          | 261    |
| 3    | Ladina Jenny               | 261    |
| 4    | Aleksandra Król            | 257    |
| 5    | Julie Zogg                 | 250    |
| 6    | Tsubaki Miki               | 245    |
| 7    | Lucia Dalmasso             | 227    |
| 8    | Carolin Langenhorst        | 209    |
| 9    | Daniela Ulbing             | 201    |
| 10   | Michelle Dekker            | 199    |

| Rang | Name                       | Punkte |
| ---- | -------------------------- | ------ |
| 1    | Julie Zogg                 | 345    |
| 2    | Daniela Ulbing             | 290    |
| 3    | Sabine Schöffmann          | 288    |
| 4    | Ramona Theresia Hofmeister | 225    |
| 5    | Claudia Riegler            | 196    |
| 6    | Tsubaki Miki               | 196    |
| 7    | Jessica Keiser             | 192    |
| 8    | Ladina Jenny               | 155    |
| 9    | Patrizia Kummer            | 144    |
| 10   | Lucia Dalmasso             | 138    |

#### Wettbewerbe
| Datum      | Ort               | Disziplin             | 1. Platz                                                    | 2. Platz                                                    | 3. Platz                                                    |
| ---------- | ----------------- | --------------------- | ----------------------------------------------------------- | ----------------------------------------------------------- | ----------------------------------------------------------- |
| 03.12.2022 | Livigno           | Parallel-Riesenslalom | verlegt auf Anfang März wegen Schneemangels und Trockenheit | verlegt auf Anfang März wegen Schneemangels und Trockenheit | verlegt auf Anfang März wegen Schneemangels und Trockenheit |
| 04.12.2022 | Livigno           | Parallelslalom        | verlegt auf Anfang März wegen Schneemangels und Trockenheit | verlegt auf Anfang März wegen Schneemangels und Trockenheit | verlegt auf Anfang März wegen Schneemangels und Trockenheit |
| 11.12.2022 | Winterberg        | Parallelslalom        | Sabine Schöffmann                                           | Julie Zogg                                                  | Daniela Ulbing                                              |
| 15.12.2022 | Carezza           | Parallel-Riesenslalom | Michelle Dekker                                             | Aleksandra Król                                             | Ladina Jenny                                                |
| 17.12.2022 | Cortina d’Ampezzo | Parallel-Riesenslalom | Gloria Kotnik                                               | Ramona Hofmeister                                           | Megan Farrell                                               |
| 10.01.2023 | Bad Gastein       | Parallelslalom        | Daniela Ulbing                                              | Claudia Riegler                                             | Ladina Jenny                                                |
| 14.01.2023 | Scuol             | Parallel-Riesenslalom | Carolin Langenhorst                                         | Ramona Hofmeister                                           | Julie Zogg                                                  |
| 21.01.2023 | Bansko            | Parallelslalom        | Julie Zogg                                                  | Sabine Schöffmann                                           | Jessica Keiser                                              |
| 22.01.2023 | Bansko            | Parallelslalom        | Julie Zogg                                                  | Daniela Ulbing                                              | Patrizia Kummer                                             |
| 26.01.2023 | Blue Mountain     | Parallel-Riesenslalom | Ladina Jenny                                                | Lucia Dalmasso                                              | Sabine Schöffmann                                           |
| 27.01.2023 | Blue Mountain     | Parallel-Riesenslalom | Ramona Hofmeister                                           | Julie Zogg                                                  | Daniela Ulbing                                              |
| 11.03.2023 | Livigno           | Parallel-Riesenslalom | abgesagt                                                    | abgesagt                                                    | abgesagt                                                    |
| 12.03.2023 | Livigno           | Parallelslalom        | abgesagt                                                    | abgesagt                                                    | abgesagt                                                    |
| 11.03.2023 | Piancavallo       | Parallelslalom        | abgesagt                                                    | abgesagt                                                    | abgesagt                                                    |
| 15.03.2023 | Rogla             | Parallel-Riesenslalom | Sabine Schöffmann                                           | Ester Ledecká                                               | Tsubaki Miki                                                |
| 18.03.2023 | Berchtesgaden     | Parallelslalom        | Ester Ledecká                                               | Ramona Hofmeister                                           | Cheyenne Loch                                               |

### Mixed-Team

#### Wettbewerbe
| Datum      | Ort           | Disziplin      | 1. Platz                                      | 2. Platz                                                  | 3. Platz                                 |
| ---------- | ------------- | -------------- | --------------------------------------------- | --------------------------------------------------------- | ---------------------------------------- |
| 10.12.2022 | Winterberg    | Parallelslalom | Schweiz IIGian Casanova Ladina Jenny          | Österreich IAndreas Prommegger Daniela Ulbing             | Polen IOskar Kwiatkowski Aleksandra Król |
| 11.01.2023 | Bad Gastein   | Parallelslalom | Österreich IAndreas Prommegger Daniela Ulbing | Deutschland IStefan Baumeister Ramona Theresia Hofmeister | Schweiz IIDario Caviezel Julie Zogg      |
| 12.03.2023 | Piancavallo   | Parallelslalom | abgesagt                                      | abgesagt                                                  | abgesagt                                 |
| 19.03.2023 | Berchtesgaden | Parallelslalom | Österreich IIFabian Obmann Sabine Schöffmann  | Italien IIMaurizio Bormolini Elisa Caffont                | Italien IEdwin Coratti Lucia Dalmasso    |

## Snowboardcross

### Männer

#### Weltcupwertungen
| Rang | Name                | Punkte |
| ---- | ------------------- | ------ |
| 1    | Martin Nörl         | 510    |
| 2    | Lucas Eguibar       | 436    |
| 3    | Éliot Grondin       | 399    |
| 4    | Omar Visintin       | 389    |
| 5    | Merlin Surget       | 341    |
| 6    | Lorenzo Sommariva   | 327    |
| 7    | Loan Bozzolo        | 311    |
| 8    | Kalle Koblet        | 296    |
| 9    | Jakob Dusek         | 294    |
| 10   | Jake Vedder         | 281    |
| 11   | Adam Lambert        | 208    |
| 12   | Glenn de Blois      | 166    |
| 13   | Quentin Sodogas     | 166    |
| 14   | Cameron Bolton      | 159    |
| 15   | Léo Le Blé Jaques   | 154    |
| 16   | Senna Leith         | 146    |
| 17   | Alessandro Hämmerle | 138    |
| 18   | Yoshiki Takahara    | 131    |
| 19   | Paul Berg           | 124    |
| 20   | Ken Vuagnoux        | 119    |
| 21   | Nick Baumgartner    | 118    |
| 22   | Julian Lüftner      | 116    |
| 23   | Evan Bichon         | 113    |
| 24   | Hagen Kearney       | 106    |
| 25   | Aïdan Chollet       | 105    |
| 26   | Alvaro Romero       | 103    |
| 27   | Michele Godino      | 100    |
| 28   | Leon Beckhaus       | 76     |
| 29   | David Pickl         | 73     |

| Rang | Name                    | Punkte |
| ---- | ----------------------- | ------ |
| 30   | Luca Hämmerle           | 69     |
| 31   | Matteo Menconi          | 59     |
| 32   | Mick Dierdorff          | 56     |
| 33   | Andreas Kroh            | 54     |
| 34   | Leon Ulbricht           | 50     |
| 35   | Lukas Pachner           | 45     |
| 36   | Radek Houser            | 45     |
| 37   | Liam Moffatt            | 37     |
| 38   | Colby Graham            | 34     |
| 39   | Tyler Hamel             | 33     |
| 40   | Tommaso Leoni           | 32     |
| 41   | Umito Kirchwehm         | 25     |
| 42   | Guillaume Herpin        | 25     |
| 43   | Woo Jin                 | 24     |
| 44   | Krystof Choura          | 24     |
| 45   | Huw Nightingale         | 22     |
| 46   | Cody Winters            | 19     |
| 47   | Julien Tomas            | 16     |
| 48   | Tristan Bell            | 14     |
| 49   | Connor Schlegel         | 14     |
| 50   | Thomas Abegglen         | 14     |
| 51   | Bernat Ribera           | 14     |
| 52   | Noah Bethonico          | 12     |
| 53   | Valerio Jud             | 10     |
| 54   | Benjamin Gattaz         | 10     |
| 55   | Jan Kubicik             | 9      |
| 56   | Filippo Ferrari         | 7      |
| 57   | Alex Deibold            | 6      |
| 58   | Sebastian Pietrzykowski | 2      |

#### Wettbewerbe
| Datum      | Ort               | 1. Platz                     | 2. Platz                     | 3. Platz                     |
| ---------- | ----------------- | ---------------------------- | ---------------------------- | ---------------------------- |
| 03.12.2022 | Les Deux Alpes    | Martin Nörl                  | Omar Visintin                | Éliot Grondin                |
| 16.12.2022 | Cervinia          | Alessandro Hämmerle          | Jakob Dusek                  | Martin Nörl                  |
| 17.12.2022 | Cervinia          | Loan Bozzolo                 | Martin Nörl                  | Kalle Koblet                 |
| 08.12.2022 | Montafon          | wegen Schneemangels abgesagt | wegen Schneemangels abgesagt | wegen Schneemangels abgesagt |
| 09.12.2022 | Montafon          | wegen Schneemangels abgesagt | wegen Schneemangels abgesagt | wegen Schneemangels abgesagt |
| 04.02.2023 | Cortina d’Ampezzo | Merlin Surget                | Jake Vedder                  | Léo Le Blé Jaques            |
| 11.03.2023 | Sierra Nevada     | Lucas Eguibar                | Omar Visintin                | Lorenzo Sommariva            |
| 12.03.2023 | Sierra Nevada     | Kalle Koblet                 | Lucas Eguibar                | Loan Bozzolo                 |
| 16.03.2023 | Veysonnaz         | Martin Nörl                  | Alvaro Romero                | Lorenzo Sommariva            |
| 25.03.2023 | Mont Sainte-Anne  | Éliot Grondin                | Jakob Dusek                  | Lucas Eguibar                |
| 26.03.2023 | Mont Sainte-Anne  | Martin Nörl                  | Jake Vedder                  | Éliot Grondin                |

### Frauen

#### Weltcupwertungen
| Rang | Name                 | Punkte |
| ---- | -------------------- | ------ |
| 1    | Charlotte Bankes     | 723    |
| 2    | Chloé Trespeuch      | 650    |
| 3    | Josie Baff           | 493    |
| 4    | Eva Adamczyková      | 407    |
| 5    | Manon Petit-Lenoir   | 356    |
| 6    | Lindsey Jacobellis   | 326    |
| 7    | Faye Gulini          | 294    |
| 8    | Alexia Queyrel       | 236    |
| 9    | Pia Zerkhold         | 229    |
| 10   | Jana Fischer         | 222    |
| 11   | Lea Casta            | 206    |
| 12   | Lara Casanova        | 189    |
| 13   | Stacy Gaskill        | 178    |
| 14   | Sophie Hediger       | 178    |
| 15   | Audrey McManiman     | 166    |
| 16   | Sofia Belingheri     | 162    |
| 17   | Zoe Colombier        | 157    |
| 18   | Francesca Gallina    | 150    |
| 19   | Vendula Hopjakova    | 118    |
| 20   | Brianna Schnorrbusch | 113    |
| 21   | Belle Brockhoff      | 106    |
| 22   | Caterina Carpano     | 94     |
| 23   | Aline Albrecht       | 93     |

| Rang | Name                            | Punkte |
| ---- | ------------------------------- | ------ |
| 24   | Camille Poulat                  | 93     |
| 25   | Sina Siegenthaler               | 78     |
| 26   | Raffaella Brutto                | 68     |
| 27   | Runa Suzuki                     | 62     |
| 28   | Kennedy Justinen                | 56     |
| 29   | Acy Craig                       | 51     |
| 30   | Celia Trinkl                    | 33     |
| 31   | Michela Moioli                  | 32     |
| 32   | Nienke Poll                     | 24     |
| 33   | Lily Bellaar Spruyt             | 22     |
| 34   | Arianne Gallant                 | 21     |
| 35   | Julia Pereira de Sousa Mabileau | 20     |
| 35   | Woo Subeen                      | 20     |
| 37   | Blanca Brunner                  | 19     |
| 38   | Anouk Dörig                     | 18     |
| 39   | Luana Bianchi                   | 11     |
| 40   | Madeline Lochte-Bono            | 9      |
| 41   | Sofia Groblechner               | 6      |
| 42   | Felicie Leicht                  | 5      |
| 42   | Marika Savoldelli               | 5      |
| 44   | Zsofia Vincze                   | 3      |
| 45   | Chloé Passerat                  | 2      |

#### Wettbewerbe
| Datum      | Ort               | 1. Platz                     | 2. Platz                     | 3. Platz                     |
| ---------- | ----------------- | ---------------------------- | ---------------------------- | ---------------------------- |
| 03.12.2022 | Les Deux Alpes    | Josie Baff                   | Chloé Trespeuch              | Lea Casta                    |
| 16.12.2022 | Cervinia          | Chloé Trespeuch              | Manon Petit-Lenoir           | Charlotte Bankes             |
| 17.12.2022 | Cervinia          | Charlotte Bankes             | Josie Baff                   | Chloé Trespeuch              |
| 08.12.2022 | Montafon          | wegen Schneemangels abgesagt | wegen Schneemangels abgesagt | wegen Schneemangels abgesagt |
| 09.12.2022 | Montafon          | wegen Schneemangels abgesagt | wegen Schneemangels abgesagt | wegen Schneemangels abgesagt |
| 04.02.2023 | Cortina d’Ampezzo | Charlotte Bankes             | Faye Gulini                  | Chloé Trespeuch              |
| 11.03.2023 | Sierra Nevada     | Charlotte Bankes             | Chloé Trespeuch              | Lindsey Jacobellis           |
| 12.03.2023 | Sierra Nevada     | Charlotte Bankes             | Chloé Trespeuch              | Manon Petit-Lenoir           |
| 16.03.2023 | Veysonnaz         | Charlotte Bankes             | Eva Adamczyková              | Josie Baff                   |
| 25.03.2023 | Mont Sainte-Anne  | Charlotte Bankes             | Chloé Trespeuch              | Lindsey Jacobellis           |
| 26.03.2023 | Mont Sainte-Anne  | Josie Baff                   | Pia Zerkhold                 | Chloé Trespeuch              |

### Mixed

#### Wettbewerbe
| Datum      | Ort              | 1. Platz | 2. Platz | 3. Platz |
| ---------- | ---------------- | -------- | -------- | -------- |
| 26.03.2023 | Mont Sainte-Anne | abgesagt | abgesagt | abgesagt |

## Freestyle

### Männer

#### Weltcupwertungen
| Rang | Name                | Punkte |
| ---- | ------------------- | ------ |
| 1    | Valentino Guseli    | 440    |
| 2    | Dusty Henricksen    | 332    |
| 3    | Taiga Hasegawa      | 323    |
| 4    | Ruka Hirano         | 314    |
| 5    | Chris Corning       | 285    |
| 6    | Marcus Kleveland    | 240    |
| 7    | Hiroto Ogiwara      | 182    |
| 8    | Scotty James        | 180    |
| 9    | Ryoma Kimata        | 180    |
| 10   | Lee Chae-un         | 177    |
| 11   | Yūto Totsuka        | 159    |
| 12   | Kaishu Hirano       | 150    |
| 13   | Chase Blackwell     | 149    |
| 14   | Cameron Spalding    | 146    |
| 15   | Liam Brearley       | 144    |
| 16   | Takeru Otsuka       | 135    |
| 17   | Jake Canter         | 135    |
| 18   | Shuichiro Shigeno   | 133    |
| 19   | Kalle Järvilehto    | 133    |
| 20   | Ruki Tobita         | 129    |
| 21   | Hiroaki Kunitake    | 124    |
| 22   | Nicolas Huber       | 123    |
| 23   | Sven Thorgren       | 120    |
| 24   | Jan Scherrer        | 116    |
| 25   | Chase Josey         | 109    |
| 26   | Joey Okesson        | 108    |
| 27   | Darcy Sharpe        | 104    |
| 28   | Niek van der Velden | 103    |
| 29   | Nicolas Laframboise | 102    |
| 30   | Tiarn Collins       | 102    |
| 31   | Luke Winkelmann     | 92     |
| 32   | Raibu Katayama      | 88     |
| 33   | Jonas Boesiger      | 87     |
| 34   | Emiliano Lauzi      | 86     |
| 35   | Samuel Jaros        | 85     |
| 36   | Ryan Wachendorfer   | 82     |
| 37   | William Mathisen    | 80     |
| 38   | Moritz Boll         | 78     |
| 39   | Sean Fitzsimons     | 78     |
| 40   | Oyvind Kirkhus      | 77     |
| 41   | Judd Henkes         | 76     |
| 42   | André Höflich       | 76     |
| 43   | Lyon Farrell        | 75     |
| 44   | Nick Pünter         | 70     |
| 45   | Clemens Millauer    | 68     |
| 46   | Noah Vicktor        | 67     |
| 47   | Louie Vito          | 65     |

| Rang | Name                | Punkte |
| ---- | ------------------- | ------ |
| 48   | Christoph Lechner   | 65     |
| 49   | Ian Matteoli        | 62     |
| 50   | Naj Mekinc          | 62     |
| 51   | Kira Kimura         | 60     |
| 52   | Liam Gill           | 52     |
| 53   | Jason Wolle         | 51     |
| 54   | Sam Vermaat         | 51     |
| 55   | Taylor Gold         | 50     |
| 56   | Lucas Foster        | 50     |
| 57   | Brock Crouch        | 49     |
| 58   | Fynn Bullock-womble | 49     |
| 59   | Jacob Legault       | 43     |
| 60   | Wang Ziyang         | 40     |
| 61   | Francis Jobin       | 39     |
| 62   | Finn Finestone      | 39     |
| 63   | Redmond Gerard      | 38     |
| 64   | Elias Allenspach    | 38     |
| 65   | Moritz Thönen       | 34     |
| 66   | Kaito Hamada        | 33     |
| 67   | Kim Kang-san        | 32     |
| 68   | Seppe Smits         | 32     |
| 69   | Enzo Valax          | 32     |
| 70   | Mark McMorris       | 29     |
| 71   | Alberto Maffei      | 25     |
| 72   | Moritz Breu         | 24     |
| 73   | Jack Coyne          | 24     |
| 74   | Truth Smith         | 24     |
| 75   | Rene Rinnekangas    | 23     |
| 76   | Liam Tourki         | 23     |
| 77   | Jakub Hrones        | 23     |
| 78   | Yuto Miyamura       | 22     |
| 79   | Mikko Rehnberg      | 22     |
| 80   | Leon Vockensperger  | 21     |
| 81   | Kade Martin         | 20     |
| 81   | Derek Livingston    | 20     |
| 81   | Ryusei Yamada       | 20     |
| 84   | Gian Andrin Biele   | 19     |
| 85   | Nicola Liviero      | 18     |
| 86   | Martin Laesser      | 18     |
| 87   | Elijah Pyle         | 17     |
| 88   | Stian Kleivdal      | 17     |
| 89   | Li Zhuolin          | 16     |
| 90   | Loris Framarin      | 16     |
| 91   | Gao Hongbo          | 16     |
| 92   | Connor Cavanagh     | 15     |
| 93   | Liam Johnson        | 15     |
| 94   | Levko Fedorowycz    | 15     |

| Rang | Name                   | Punkte |
| ---- | ---------------------- | ------ |
| 95   | Noah Avallone          | 14     |
| 96   | Campbell Melville Ives | 14     |
| 97   | Benedikt Bockstaller   | 14     |
| 98   | Toby Miller            | 13     |
| 99   | Fridtjof Tischendorf   | 13     |
| 99   | Kiran Pershad          | 13     |
| 101  | Emil Zulian            | 12     |
| 102  | Dane Menzies           | 12     |
| 103  | Ryan Vo                | 12     |
| 104  | Eli Bouchard           | 11     |
| 105  | Lucas Briggs           | 11     |
| 105  | Romain Allemand        | 11     |
| 105  | Lane Weaver            | 11     |
| 105  | Keita Kaneko           | 11     |
| 105  | Seamus O’Connor        | 11     |
| 110  | Jules de sloover       | 11     |
| 111  | Mons Røisland          | 10     |
| 112  | Wenlong Yang           | 10     |
| 113  | Bendik Gjerdalen       | 9      |
| 114  | Huck Palmiter          | 9      |
| 114  | Joao Teixeira          | 9      |
| 114  | Niklas Huber           | 9      |
| 117  | Leo Framarin           | 8      |
| 117  | William Buffey         | 8      |
| 119  | Brian Rice             | 7      |
| 119  | William Almqvist       | 7      |
| 121  | Brooklyn Depriest      | 7      |
| 122  | Yusei Kaku             | 6      |
| 122  | Jaxson Moon            | 6      |
| 122  | Lee Dong-heon          | 6      |
| 125  | Gabriel Almqvist       | 6      |
| 126  | Dante Brcic            | 5      |
| 126  | Sebastien Konijnenberg | 5      |
| 128  | Tit Stante             | 5      |
| 128  | Augustinho Teixeira    | 5      |
| 128  | Narcis Salleras        | 5      |
| 131  | Sindre Tveiten         | 4      |
| 131  | Fynn Könen             | 4      |
| 131  | Botond Istvan Fricz    | 4      |
| 131  | Florian Lechner        | 4      |
| 135  | Grey Katko             | 4      |
| 136  | Billy Cockrell         | 3      |
| 137  | Alvaro Yanez           | 3      |
| 138  | Philip Schwan          | 2      |
| 138  | Charlie Lane           | 2      |
| 140  | Lucas Ferry            | 1      |

| Rang | Name              | Punkte |
| ---- | ----------------- | ------ |
| 1.   | Ruka Hirano       | 314    |
| 2.   | Valentino Guseli  | 246    |
| 3.   | Scotty James      | 180    |
| 4.   | Lee Chae-un       | 177    |
| 5.   | Yūto Totsuka      | 159    |
| 6.   | Kaishu Hirano     | 150    |
| 7.   | Chase Blackwell   | 149    |
| 8.   | Shuichiro Shigeno | 133    |
| 9.   | Jan Scherrer      | 116    |
| 10.  | Chase Josey       | 108    |

| Rang | Name             | Punkte |
| ---- | ---------------- | ------ |
| 1.   | Dusty Henricksen | 296    |
| 2.   | Taiga Hasegawa   | 186    |
| 3.   | Valentino Guseli | 165    |
| 4.   | Liam Brearley    | 144    |
| 5.   | Cameron Spalding | 125    |
| 6.   | Sven Thorgren    | 120    |
| 7.   | Jake Canter      | 109    |
| 8.   | Darcy Sharpe     | 104    |
| 9.   | Tiarm Collins    | 102    |
| 10.  | Marcus Kleveland | 100    |

| Rang | Name                | Punkte |
| ---- | ------------------- | ------ |
| 1.   | Valentino Guseli    | 214    |
| 2.   | Chris Corning       | 196    |
| 3.   | Marcus Kleveland    | 140    |
| 4.   | Ryoma Kimata        | 138    |
| 5.   | Taiga Hasegawa      | 137    |
| 6.   | Takeru Otsuka       | 121    |
| 7.   | Kalle Järvilehto    | 113    |
| 8.   | Hiroaki Kunitake    | 102    |
| 9.   | Ruki Tobita         | 96     |
| 10.  | Nicolas Laframboise | 92     |

#### Halfpipe
| Datum      | Ort              | 1. Platz    | 2. Platz         | 3. Platz          |
| ---------- | ---------------- | ----------- | ---------------- | ----------------- |
| 16.12.2022 | Copper Mountain  | Scott James | Jan Scherrer     | Kaishu Hirano     |
| 21.01.2023 | Laax 1           | Ruka Hirano | Scott James      | Yūto Totsuka      |
| 04.02.2023 | Mammoth Mountain | Ruka Hirano | Valentino Guseli | Chase Blackwell   |
| 11.02.2023 | Calgary          | Ruka Hirano | Valentino Guseli | Shuichiro Shigeno |
| 12.03.2023 | Secret Garden    | abgesagt    | abgesagt         | abgesagt          |

#### Slopestyle
| Datum      | Ort              | 1. Platz         | 2. Platz         | 3. Platz         |
| ---------- | ---------------- | ---------------- | ---------------- | ---------------- |
| 22.01.2023 | Laax             | Marcus Kleveland | Dusty Henricksen | Sven Thorgren    |
| 03.02.2023 | Mammoth Mountain | Dusty Henricksen | Valentino Guseli | Chris Corning    |
| 12.02.2023 | Calgary          | Darcy Sharpe     | Dusty Henricksen | Cameron Spalding |
| 26.03.2022 | Silvaplana       | Taiga Hasegawa   | Liam Brearley    | Sven Thorgren    |

#### Big Air
| Datum      | Ort             | 1. Platz                                 | 2. Platz                                 | 3. Platz                                 |
| ---------- | --------------- | ---------------------------------------- | ---------------------------------------- | ---------------------------------------- |
| 22.10.2022 | Chur            | Takeru Otsuka                            | Ruki Tobita                              | Nick Pünter                              |
| 26.11.2022 | Falun           | Aufgrund finanzieller Probleme abgesagt. | Aufgrund finanzieller Probleme abgesagt. | Aufgrund finanzieller Probleme abgesagt. |
| 10.12.2022 | Edmonton        | Valentino Guseli                         | Chris Corning                            | Nicolas Laframboise                      |
| 17.12.2022 | Copper Mountain | Marcus Kleveland                         | Chris Corning                            | Ian Matteoli                             |
| 14.01.2023 | Kreischberg     | Taiga Hasegawa                           | Ryoma Kimata                             | Kira Kimura                              |

### Frauen

#### Weltcupwertungen
| Rang | Name                 | Punkte |
| ---- | -------------------- | ------ |
| 1    | Mitsuki Ono          | 360    |
| 2    | Julia Marino         | 353    |
| 3    | Reira Iwabuchi       | 322    |
| 4    | Anna Gasser          | 300    |
| 5    | Miyabi Onitsuka      | 263    |
| 6    | Jasmine Baird        | 256    |
| 7    | Elizabeth Hosking    | 237    |
| 8    | Melissa Peperkamp    | 220    |
| 9    | Kokomo Murase        | 211    |
| 10   | Mia Brookes          | 204    |
| 11   | Mari Fukada          | 199    |
| 12   | Maddie Mastro        | 191    |
| 13   | Evy Poppe            | 187    |
| 14   | Zoi Sadowski-Synnott | 180    |
| 15   | Queralt Castellet    | 179    |
| 16   | Laurie Blouin        | 169    |
| 17   | Hailey Langland      | 162    |
| 18   | Ruki Tomita          | 136    |
| 19   | Tess Coady           | 131    |
| 20   | Brooke D'Hondt       | 127    |
| 21   | Hanne Eilertsen      | 127    |
| 22   | Wu Shaotong          | 126    |
| 23   | Ariane Burri         | 126    |
| 24   | Berenice Wicki       | 122    |
| 25   | Yura Murase          | 120    |
| 26   | Isabelle Lötscher    | 105    |
| 27   | Šárka Pančochová     | 98     |
| 28   | Chihiro Edamatsu     | 94     |

| Rang | Name             | Punkte |
| ---- | ---------------- | ------ |
| 29   | Hinari Asanuma   | 90     |
| 30   | Bettina Roll     | 82     |
| 31   | Juliette Pelchat | 81     |
| 32   | Lee Na-yoon      | 81     |
| 33   | Zoe Kalapos      | 81     |
| 34   | Cai Xuetong      | 80     |
| 35   | Annika Morgan    | 76     |
| 36   | Sonora Alba      | 76     |
| 37   | Telma Sarkipaju  | 74     |
| 38   | Qiu Leng         | 74     |
| 39   | Emeraude Maheux  | 68     |
| 40   | Meila Stalker    | 60     |
| 41   | Loranne Smans    | 59     |
| 42   | Kaitlyn Adams    | 59     |
| 43   | Yang Lu          | 57     |
| 44   | Felicity Geremia | 56     |
| 45   | Jia Lulu         | 56     |
| 46   | Andrina Salis    | 55     |
| 47   | Bianca Gisler    | 54     |
| 48   | Kinsley White    | 53     |
| 49   | Courtney Rummel  | 52     |
| 50   | Maisie Hill      | 52     |
| 51   | Wang Jingjing    | 51     |
| 52   | Emily Arthur     | 48     |
| 53   | Ty Schnorrbusch  | 48     |
| 54   | Jenna Walker     | 45     |
| 55   | Rebecca Flynn    | 44     |
| 56   | Bea Kim          | 40     |

| Rang | Name                | Punkte |
| ---- | ------------------- | ------ |
| 57   | Veda Hallen         | 40     |
| 58   | Lucie Silvestre     | 40     |
| 59   | Emma Gennero        | 37     |
| 60   | Leilani Ettel       | 36     |
| 61   | Vanessa Volopichova | 35     |
| 62   | Enni Rukajärvi      | 32     |
| 63   | Rori Avelar         | 30     |
| 64   | Sascha Elvy         | 29     |
| 65   | Jade Thurgood       | 27     |
| 66   | Carola Niemelae     | 24     |
| 66   | Cool Wakushima      | 24     |
| 68   | Anne Hedrich        | 22     |
| 69   | Summer Fenton       | 16     |
| 70   | Kamilla Kozuback    | 15     |
| 71   | Mona Danuser        | 14     |
| 72   | Kona Ettel          | 13     |
| 72   | Lea Jugovac         | 13     |
| 74   | Jenise Spiteri      | 12     |
| 74   | Hahna Norman        | 12     |
| 76   | Ellah Cowan         | 11     |
| 77   | Lola Cowan          | 11     |
| 78   | Kaylie Neal         | 10     |
| 78   | Lissel Raun         | 10     |
| 80   | Kaili Shafer        | 9      |
| 81   | Asja Klacar         | 9      |
| 82   | Urška Pribošič      | 4      |
| 83   | Lena Müller         | 3      |

| Rang | Name              | Punkte |
| ---- | ----------------- | ------ |
| 1.   | Mitsuki Ono       | 360    |
| 2.   | Elizabeth Hosking | 237    |
| 3.   | Maddie Mastro     | 191    |
| 4.   | Queralt Castellet | 179    |
| 5.   | Ruki Tomita       | 136    |
| 6.   | Brooke D'Hondt    | 127    |
| 7.   | Wu Shaotong       | 126    |
| 8.   | Berenice Wicki    | 122    |
| 9.   | Isabelle Lötscher | 105    |
| 10.  | Lee Na-yoon       | 81     |

| Rang | Name                 | Punkte |
| ---- | -------------------- | ------ |
| 1.   | Julia Marino         | 313    |
| 2.   | Miyabi Onitsuka      | 153    |
| 3.   | Mia Brookes          | 130    |
| 3.   | Reira Iwabuchi       | 130    |
| 5.   | Laurie Blouin        | 129    |
| 6.   | Melissa Peperkamp    | 129    |
| 7.   | Anna Gasser          | 120    |
| 8.   |                      | 102    |
| 9.   | Zoi Sadowski-Synnott | 100    |
| 10.  | Jasmine Baird        | 96     |

| Rang | Name              | Punkte |
| ---- | ----------------- | ------ |
| 1.   | Reira Iwabuchi    | 192    |
| 2.   | Kokomo Murase     | 182    |
| 3.   | Anna Gasser       | 180    |
| 4.   | Jasmine Baird     | 160    |
| 5.   | Evy Poppe         | 138    |
| 6.   | Melissa Peperkamp | 126    |
| 7.   | Mari Fukuda       | 114    |
| 8.   | Miyabi Onitsuka   | 110    |
| 9.   | Ariane Burri      | 94     |
| 10.  | Chihiro Edamatsu  | 94     |

#### Halfpipe
| Datum      | Ort              | 1. Platz          | 2. Platz          | 3. Platz       |
| ---------- | ---------------- | ----------------- | ----------------- | -------------- |
| 16.12.2022 | Copper Mountain  | Queralt Castellet | Elizabeth Hosking | Mitsuki Ono    |
| 21.01.2023 | Laax 1           | Mitsuki Ono       | Wu Shaotong       | Maddie Mastro  |
| 04.02.2023 | Mammoth Mountain | Mitsuki Ono       | Cai Xuetong       | Maddie Mastro  |
| 10.02.2023 | Calgary          | Mitsuki Ono       | Elizabeth Hosking | Berenice Wicki |
| 12.03.2023 | Secret Garden    | abgesagt          | abgesagt          | abgesagt       |

#### Slopestyle
| Datum      | Ort              | 1. Platz             | 2. Platz       | 3. Platz      |
| ---------- | ---------------- | -------------------- | -------------- | ------------- |
| 22.01.2023 | Laax             | Zoi Sadowski-Synnott | Mia Brookes    | Anna Gasser   |
| 03.02.2023 | Mammoth Mountain | Julia Marino         | Reira Iwabuchi | Annika Morgan |
| 12.02.2023 | Calgary          | Julia Marino         | Laurie Blouin  | Jasmine Baird |
| 25.03.2023 | Silvaplana       | Julia Marino         | Tess Coady     | Anna Gasser   |

#### Big Air
| Datum      | Ort             | 1. Platz                                 | 2. Platz                                 | 3. Platz                                 |
| ---------- | --------------- | ---------------------------------------- | ---------------------------------------- | ---------------------------------------- |
| 22.10.2022 | Chur            | Reira Iwabuchi                           | Anna Gasser                              | Jasmine Baird                            |
| 26.11.2022 | Falun           | Aufgrund finanzieller Probleme abgesagt. | Aufgrund finanzieller Probleme abgesagt. | Aufgrund finanzieller Probleme abgesagt. |
| 10.12.2022 | Edmonton        | Jasmine Baird                            | Evy Poppe                                | Reira Iwabuchi                           |
| 17.12.2022 | Copper Mountain | Mari Fukada                              | Hailey Langland                          | Miyabi Onitsuka                          |
| 14.01.2023 | Kreischberg     | Anna Gasser                              | Zoi Sadowski-Synnott                     | Kokomo Murase                            |